# Yoruba (Sprache)

Siedlungsgebiet der Yoruba in Nigeria

Als Yoruba oder Joruba (Eigenbezeichnung: èdè Yorùbá, d. h. ‚die Yoruba-Sprache‘) bezeichnet man ein Dialektkontinuum in Westafrika mit mehr als 30 Millionen Sprechern. Auch die geschriebene Standardsprache wird so genannt. Die zu den Niger-Kongo-Sprachen gehörende Yoruba-Sprache ist die Sprache der Yoruba. Sie wird neben anderen Sprachen hauptsächlich in Südwest-Nigeria und z. T. in Benin und Togo gesprochen. Daneben gibt es Sprecher in Brasilien und Kuba, wo sie Nago genannt wird. Yoruba ist eine isolierende Tonsprache mit Subjekt-Prädikat-Objekt-Syntax.
Yoruba gehört zum Zweig der yoruboiden Sprachen der Benue-Kongo-Sprachen. Dieser besteht aus Igala, einer Sprache, die östlich des Yoruba-Gebiets von etwa 800.000 Menschen gesprochen wird, und der Edekiri-Gruppe, deren Einzelsprachen in Benin und Nigeria gesprochen werden. Edekiri umfasst die Ede-Sprachengruppe (einschließlich Ede Ica, Ede Cabe, Ife, Ede Ije und Ede Nago), Itsekiri mit 500.000 Sprechern und das eigentliche Yoruba.
Das angestammte Yoruba-Gebiet im Südwesten von Nigeria wird gemeinhin Yorubaland genannt und umfasst heute die Bundesstaaten Oyo, Ogun, Ondo, Kwara und Lagos sowie den westlichen Teil von Kogi. Geografisch gesehen liegt das Yorubaland auf einem Plateau (Höhe 366 m), das im Norden und Osten vom Niger begrenzt wird. Ein großer Teil des Gebietes ist dicht bewaldet; der Norden (einschließlich Oyo) ist jedoch Savannengebiet.

## Geschichte

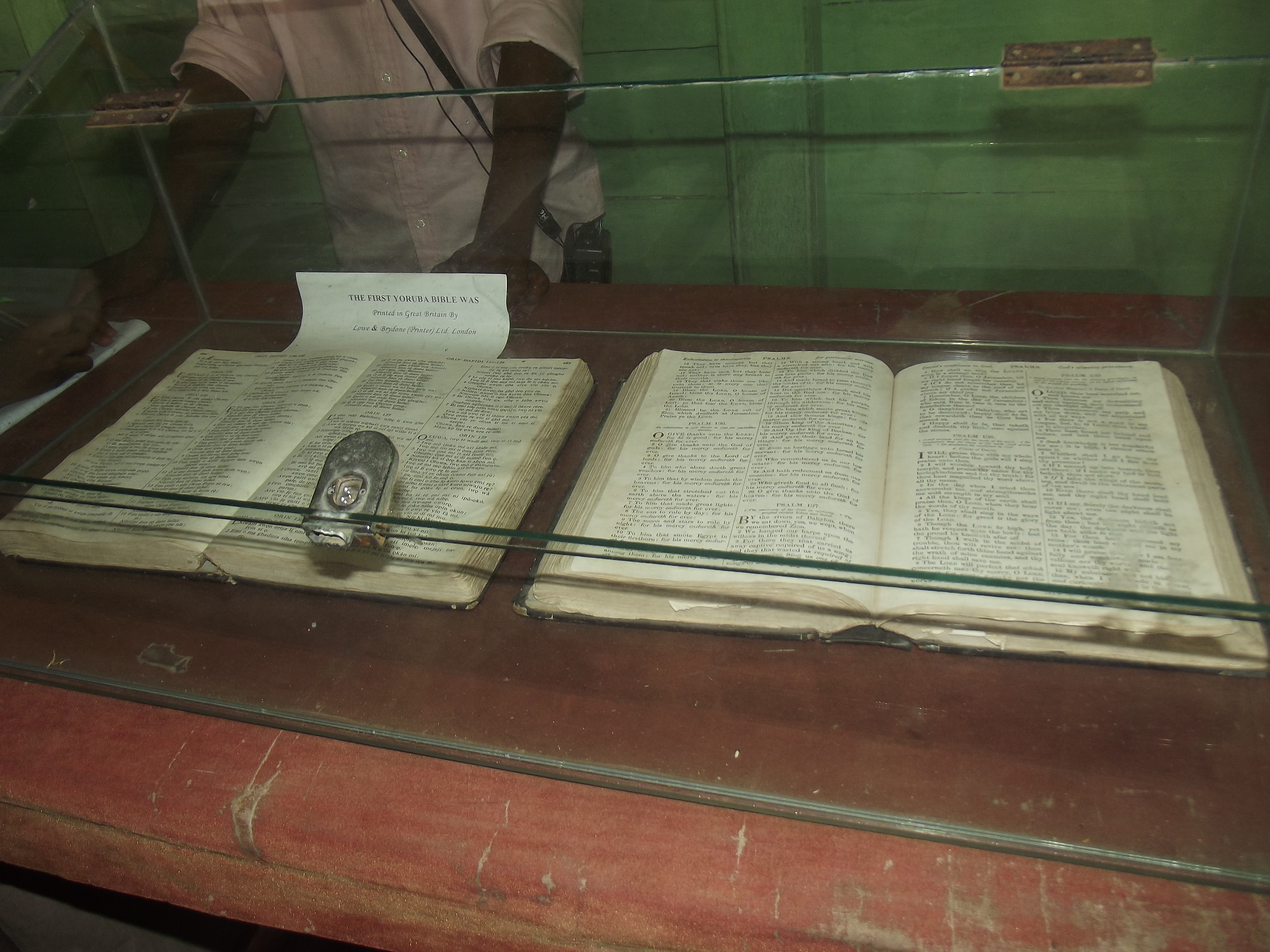
Die erste Bibel auf Yoruba in Badagry

Nach der mündlichen Überlieferung ist Oduduwa, der Sohn des obersten Yoruba-Gottes Olúdùmarè, der Stammvater der Yoruba-Sprecher. Obwohl sie eine gemeinsame Geschichte haben, hat sich ein gemeinsamer Name für die Kinder von Oduduwa erst in der zweiten Hälfte des 19. Jahrhunderts herausgebildet. Vor der Abschaffung des Sklavenhandels waren die Yoruba unter den befreiten Sklaven von Freetown bei den Europäern als Akú bekannt, ein Name, der vom ersten Wort von Begrüßungsformeln wie Ẹ kú àárọ̀ (guten Morgen) und Ẹ kú alẹ́ (guten Abend) abgeleitet ist. Später kam die Bezeichnung Yariba oder Yoruba in Gebrauch, zunächst beschränkt auf das Ọyọ-Königreich. Die Bezeichnung wurde bei den Hausa benutzt; ihre Herkunft ist allerdings unklar.
Unter dem Einfluss des Yoruba Samuel Ajayi Crowther, des ersten Bischofs von Westafrika und des ersten dortigen Bischofs der Church of England überhaupt, sowie späterer Missionare und auch aufgrund der Entwicklung einer geschriebenen Yoruba-Sprache wurde die Bezeichnung Yoruba auf die Sprecher aller Yoruba-Dialekte ausgedehnt. Crowther hatte ab 1850 erste Teile der Bibel ins Yoruba übersetzt, 1865 hatte er das Neue Testament fertiggestellt.
Erst 1819 erschien der erste Druck in einem Yoruba-Dialekt, ein schmales Vokabular von Bowdich, einem englischen Diplomaten im Aschantireich. Das ist relativ spät für eine so weitverbreitete Sprache wie Yoruba (vgl. Akan, 1602; Ewe, 1658) und kann der Tatsache zugeschrieben werden, dass vor dem 19. Jahrhundert an der Yoruba-Küste praktisch kein europäischer Handel stattfand. Die linguistische Erforschung mit den Methoden der Vergleichenden Sprachwissenschaft, Glottochronologie, Dialektologie und anderer Disziplinen – unter Berücksichtigung der traditionell-mündlichen geschichtlichen Quellen und der archäologischen Funde – hat auch etwas Licht in die Geschichte der Yoruba und ihrer Sprache vor dieser Zeit gebracht. So zeigen beispielsweise die nordwestlichen Yoruba-Dialekte mehr sprachliche Neuerungen. Zusammen mit der Tatsache, dass die südöstlichen und zentralen Yoruba-Gebiete im Allgemeinen die älteren Siedlungen besitzen, spricht dies für einige Forscher für eine spätere Besiedlung der nordwestlichen Gebiete.

## Varietäten

### Dialekte
Das Yoruba-Dialektkontinuum besteht aus mehr als fünfzehn Varietäten, die drei Hauptdialekten zugeordnet werden können: Nordwest-, Zentral- und Südost-Yoruba. Natürlich können dabei keine klaren Grenzlinien gezogen werden und Randgebiete eines Dialektgebietes zeigen oft Ähnlichkeiten zu benachbarten Dialekten.
- Nordwest-Yoruba (NWY)
  - Gebiete Abeokuta, Ibadan, Oyo, Osun und Lagos
- Zentral-Yoruba (ZY)
  - Gebiete Igbomina, Ile-Ife, Ekiti, Akure, Efon und Ijesa
- Südost-Yoruba (SOY)
  - Gebiete Okitipupa, Ondo, Owo, Sagamu und Teile von Ijebu.

In Lagos bildete sich unter englischem und portugiesischem sowie unter dem Einfluss des Patois von Sierra Leone ein spezieller Dialekt heraus, der sich von den Dialekten des ländlichen Raumes deutlich unterschied.
Im NWY sind die Proto-Yoruba-Laute /gh/ (der velare Frikativ [⁠ɣ⁠]) und /gw/ zu /w/ zusammengefallen. Die Vokale /i ̣/ und /ụ/ wurden gehoben und fielen mit /i/ und /u/ zusammen, wie auch ihre nasalen Gegenstücke, was zu einem Vokalsystem mit sieben oralen und drei nasalen Vokalen geführt hat.
Im SOY hat sich der ursprüngliche Kontrast zwischen /gh/ und /gw/ erhalten. Die nasalen Vokale /ịn/ und /ụn/ wurden hier gesenkt und fielen mit /ẹn/ und /ọn/ zusammen. Die Formen der zweiten und dritten Person Plural werden nicht mehr unterschieden, so dass àn án wá entweder ihr kamt oder sie kamen bedeuten kann, während im NWY die Formen ẹ wá (ihr kamt) und wọ́n wá (sie kamen) lauten. Die Ausbildung einer Höflichkeitsform im Plural mag den Zusammenfall der beiden Formen in den Dialekten des NWY verhindert haben.
Das ZY bildet insofern einen Übergang, weil der Wortschatz dem NWY ähnelt, während das Gebiet viele ethnologische Merkmale mit dem Südosten gemeinsam hat. Das Vokalsystem ist das konservativste der drei Dialektgruppen. Es hat neun orale und sechs oder sieben nasale Vokale sowie ein umfassendes System der Vokalharmonie bewahrt.
Außerhalb Afrikas spielt Yoruba, von Kuba ausgehend, eine Rolle als liturgische Sprache der Santería. In dieser Variante sind die Töne verloren gegangen.

### Standard-Yoruba

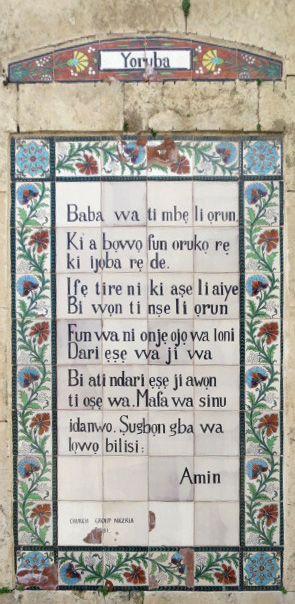
Das Vaterunser auf Yoruba in der Paternosterkirche von Jerusalem

Standard-Yoruba, meist einfach Yoruba genannt, ist eine eigenständige Varietät der Dialektgruppe. Es ist die geschriebene Form der Sprache, die in der Schule gelernte Standardvarietät, die auch von Nachrichtensprechern im Radio gesprochen wird. Standard-Yoruba hat seine Ursprünge in den 1850er Jahren, als Samuel Ajayi Crowther, ein Yoruba und erster afrikanischer Bischof, eine Grammatik des Yoruba veröffentlichte und mit der Übersetzung der Bibel begann.
Obwohl Standard-Yoruba zu großen Teilen auf den Ọyọ- und Ibadan-Dialekten basiert, weist es verschiedene Merkmale von weiteren Dialekten auf. Darüber hinaus besitzt es einige Merkmale, die keinem der Dialekte eigen sind – wie z. B. das vereinfachte System der Vokalharmonie –, aber auch Strukturen aus fremden Sprachen, wie Lehnübersetzungen aus dem Englischen, die ihren Ursprung in frühen Übersetzungen religiöser Werke haben.
Weil der Gebrauch von Standard-Yoruba nicht das Resultat einer bewussten Sprachpolitik ist, gibt es viele Kontroversen darüber, was authentisches Yoruba ausmacht. Einige Autoren sind der Meinung, dass der Ọyọ-Dialekt die reinste Form darstellt, andere behaupten, dass es authentisches Yoruba überhaupt nicht gibt. Standard-Yoruba, die in der Schule gelernte und in den Medien gebrauchte Varietät, war nichtsdestoweniger ein machtvoller stabilisierender Faktor bei der Herausbildung einer gemeinsamen Identität der Yoruba.

## Schriftsystem
Das Schriftsystem der Yoruba-Sprache geht zurück auf Missionare der Church Missionary Society (CMS), die bei den damals Aku genannten Yoruba in Freetown arbeiteten, vor allem auf Kilham und Raban. Sie legten Wortlisten an und veröffentlichten kurze Anmerkungen zur Grammatik des Yoruba. Einer ihrer Informanten in Sierra Leone war Crowther, der sich später anschicken sollte, seine Muttersprache Yoruba zu studieren. In seinen frühen grammatischen Veröffentlichungen und Übersetzungen von Teilen der englischen Bibel gebrauchte Crowther das lateinische Alphabet im Allgemeinen ohne Tonzeichen. Das einzige benutzte Diakritikum war ein Punkt unter bestimmten Vokalen, um ihre offene Realisierung zu markieren, z. B. <ẹ> und <ọ> für [⁠ɛ⁠] und [⁠ɔ⁠]. Im Lauf der Jahre wurde die Orthografie einer Revision unterzogen, u. a. um Tonmarkierungen zu ermöglichen. 1875 organisierte die CMS eine Konferenz zur Yoruba-Orthografie. Der dort erarbeitete Standard bildete die Basis der Rechtschreibung des kontinuierlichen Stroms religiöser und bildender Literatur der kommenden siebzig Jahre.
Die gegenwärtige Orthografie des Yoruba ist abgeleitet von einem Bericht des Yoruba Orthography Committee (Yoruba-Rechtschreibkomitee) aus dem Jahr 1966 und von Ayọ Bamgboṣes Yoruba Orthography aus dem Jahr 1965, einer Studie früherer Orthografien und ein Versuch, die Yoruba-Orthografie so weit wie möglich mit der gesprochenen Sprache in Einklang zu bringen. Die neue Orthografie, welche der alten immer noch sehr ähnlich ist, verwendet das lateinische Alphabet, modifiziert durch den Gebrauch des Digrafs <gb> und bestimmter Diakritika, darunter die traditionelle vertikale Linie unter den Buchstaben E̩/e̩, O̩/o̩ und S̩/s̩. In vielen Veröffentlichungen wird diese Linie durch einen Punkt ersetzt (Ẹ/ẹ, Ọ/ọ, Ṣ/ṣ). Die vertikale Linie wird vor allem benutzt, um die vollständige Überdeckung durch Unterstreichungen zu vermeiden.
| A | B | D | E | Ẹ | F | G | Gb | H | I | J | K | L | M | N | O | Ọ | P | R | S | Ṣ | T | U | W | Y |
| a | b | d | e | ẹ | f | g | gb | h | i | j | k | l | m | n | o | ọ | p | r | s | ṣ | t | u | w | y |

Die lateinischen Buchstaben c, q, v, x, z werden nicht verwendet.
Die Lautwerte der Buchstaben ohne Diakritikum stimmen mehr oder weniger mit denen ihrer Entsprechungen im Internationalen Phonetischen Alphabet überein, mit Ausnahme der labial-velaren Plosive k͡p (geschrieben <p>) und [g͡b] (geschrieben <gb>), bei denen beide Konsonanten nicht nacheinander, sondern gleichzeitig gesprochen werden. Das Diakritikum unter Vokalen zeigt einen offeneren Vokal an, der mit zurückverlagerter Zungenwurzel gesprochen wird; beispielsweise werden <e̩> und <o̩> als [ɛ̙] und [ɔ̙] artikuliert. <s̩> repräsentiert den postalveolaren Konsonanten [⁠ʃ⁠] (wie deutsch <sch>), <y> den palatalen Approximanten [⁠j⁠] (wie deutsch <j>) und <j> den stimmhaften palatalen Plosiv, wie es in vielen afrikanischen Schriftsystemen üblich ist.
Neben der vertikalen Linie kommen drei weitere Diakritika bei Vokalen und Nasalen zur Anwendung, um die Töne anzuzeigen: ein Akut für den hohen Ton, ein Gravis für den tiefen Ton und ein optionaler Längestrich für den mittleren Ton. Wenn mehrere Tonzeichen in einer Silbe gebraucht werden, kann der Vokal einmal mit jedem Zeichen geschrieben werden (z. B. *òó für einen Vokal [⁠o⁠] mit steigendem Ton) oder die Diakritika können, im heutigen Gebrauch seltener, zu einem einzigen Tonzeichen zusammengefasst werden. In diesem Fall wird ein Hatschek für den steigenden Ton benutzt (das vorherige Beispiel würde ǒ geschrieben) und eine Tilde für andere Realisierungen.
| Á | À | Ā | É | È | Ē | Ẹ/E̩ | Ẹ́/É̩ | Ẹ̀/È̩ | Ẹ̄/Ē̩ | Í | Ì | Ī | Ó | Ò | Ō | Ọ/O̩ | Ọ́/Ó̩ | Ọ̀/Ò̩ | Ọ̄/Ō̩ | Ú | Ù | Ū | Ṣ/S̩ |
| á | à | ā | é | è | ē | ẹ/e̩ | ẹ́/é̩ | ẹ̀/è̩ | ẹ̄/ē̩ | í | ì | ī | ó | ò | ō | ọ/o̩ | ọ́/ó̩ | ọ̀/ò̩ | ọ̄/ō̩ | ú | ù | ū | ṣ/s̩ |

## Phonetik und Phonologie
Die drei möglichen Silbenstrukturen des Yoruba sind (KV) – Konsonant plus Vokal, (V) – nur Vokal sowie (N) – syllabischer Nasal. Jede Silbe trägt einen der drei Töne hoch  ́, mittel   ̄ (bleibt meist unmarkiert) und tief  ̀. Der Satz n̄ ò lọ (ich bin nicht gegangen) liefert Beispiele für die drei Silbentypen:
- n̄ – [ŋ̄] – ich
- ò – [⁠ó⁠] – nicht (Negation)
- lọ – [lɔ] – gehen

### Vokale
Standard-Yoruba hat sieben orale und fünf nasale Vokalphoneme. Es gibt keine Diphthonge im Yoruba; Abfolgen von Vokalen werden als eigenständige Silben gesprochen. Die Dialekte unterscheiden sich in der Anzahl der Vokale, die sie besitzen (siehe Abschnitt über die Dialekte).
|                 | oral   | oral  | nasal  | nasal |
| --------------- | ------ | ----- | ------ | ----- |
| vorne           | hinten | vorne | hinten |       |
| geschlossen     | i      | u     | ĩ      | ũ     |
| halbgeschlossen | e      | o     |        |       |
| halboffen       | ɛ      | ɔ     | ɛ̃      | ɔ̃     |
| offen           | a      | a     | ã      | ã     |

Yoruba Vokaldiagramm. Orale Vokale sind durch einen schwarzen Punkt gekennzeichnet, die farbigen Regionen geben Bereiche für mögliche Artikulationen der Nasalvokale.

Der Status des Nasalvokals [⁠ã⁠] ist umstritten. Einige Autoren sehen ihn nicht als Phonem an, da er sich oft in freier Variation mit [ɔ̃] befindet. Orthografisch werden Nasalvokale meist durch ein, dem Vokalbuchstaben folgendes n dargestellt – z. B. bei in, un, ẹn, ọn –, außer wenn ein geschriebenes n, das ein Allophon von /l/ darstellt, einem Nasal vorausgeht – z. B. bei inú (innen, Bauch), was [īnṹ] gesprochen wird.

### Konsonanten
Standard-Yoruba hat 17 Konsonantenphoneme.
|               | bilabial | labio- dental | alveolar | post- alveolar | palatal | velar | labio- velar | glottal |
| ------------- | -------- | ------------- | -------- | -------------- | ------- | ----- | ------------ | ------- |
| Plosive       | b        |               | t d      |                | ɟ       | k g   | k͡p g͡b        |         |
| Nasale        | m        |               | (n)      |                |         |       |              |         |
| Frikative     |          | f             | s        | ʃ              |         |       |              | h       |
| Approximanten |          |               | ɾ        |                | j       |       | w            |         |
| Laterale      |          |               | l        |                |         |       |              |         |

Die stimmlosen Plosive /t/ und /k/ sind leicht aspiriert, /t/ und /d/ sind in einigen Varietäten eher dental. Der /r/-Laut wird als Flap ([ɾ]) realisiert; manchmal, beispielsweise im Yoruba von Lagos, als postalveolarer Approximant [⁠ɹ⁠]. Wie viele andere Sprachen der Region besitzt auch Yoruba die labiovelaren Plosive /k͡p/ und /g͡b/, wie z. B. in pápá [k͡pák͡pá] (Feld) und gbọ̄gbọ̄ [g͡bɔg͡bɔ] (alle). Der stimmlose bilabiale Plosiv /p/ ist nicht vorhanden, weshalb /kp/ als <p> geschrieben wird. Auch fehlt das Phonem /⁠n⁠/. Der Buchstabe <n> wird für das Allophon von /⁠l⁠/ genutzt, welches vor Nasalvokalen auftritt.
Es gibt auch einen silbischen Nasal, der selbst den Silbenkern bildet. Wenn dieser einem Vokal vorausgeht, ist er velar [⁠ŋ⁠], wie z. B. in n ò lọ [ŋ ò lọ] (Ich bin nicht gegangen). Sonst ist er homorgan mit dem folgenden Konsonanten, wie z. B. in ó ń lọ [ó ń lọ] (er geht) und ó ń fò [ó ɱ́ fò] (er springt).

### Töne
Yoruba ist eine Tonsprache mit drei Leveltönen: hoch, mittel und tief. Jede Silbe hat dabei mindestens einen Ton, eine Silbe mit einem langen Vokal kann aber auch zwei haben. Konturtöne, d. h. steigende oder fallende Töne, werden analysiert als bestehend aus zwei aufeinanderfolgenden Leveltönen und haben daher keinen phonemischen Status. Töne werden durch Diakritika gekennzeichnet: mit einem Akut für den hohen Ton (á, ń), einem Gravis für den tiefen Ton (à, ǹ), wobei der mittlere Ton i. d. R. unmarkiert bleibt – außer bei silbischen Nasalen, wo er durch einen Längestrich angezeigt wird. Beispiele:
- Hoch: ó bẹ́ (er sprang); síbí (Löffel)
- Mittel: ó bẹ (er ist vorlaut); ara (Körper)
- Tief: ó bẹ̀ (er bittet um Entschuldigung); ọ̀kọ̀ (Speer)

### Phonologische Prozesse
Wenn ein Wort auf Vokal auslautet und das folgende mit einem Vokal beginnt, kommt es oft zu Assimilation oder Elision eines der Vokale. Da im Yoruba Wörter normalerweise vokalisch beginnen und enden, ist dies ein weit verbreitetes Phänomen und tatsächlich nur in sehr langsamer oder unnatürlicher Sprache abwesend. Die Schreibung folgt hier der Sprache, indem Wortgrenzen normalerweise nicht angezeigt werden bei Wörtern, die aufgrund von Assimilation oder Elision kontrahiert sind: Beispiel ra ẹja → rẹja (Fisch kaufen). Manchmal wählen Autoren allerdings ein Apostroph, um einen elidierten Vokal anzuzeigen, z. B. ní ilé → n’ílé (im Haus).
Lange Vokale innerhalb von Wörtern signalisieren, dass ein Konsonant im Wortinnern ausgefallen ist. In einem solchen Fall bleibt der Ton des ausgefallenen Vokals erhalten, z. B. àdìrò → ààrò (Herz), koríko → koóko (Gras) und òtító → òótó (Wahrheit).

## Grammatik
Yoruba ist eine isolierende Sprache. Die unmarkierte Wortstellung im Aussagesatz ist Subjekt, Prädikat, Objekt (SPO) wie in ó na Adé (er schlug Adé). Der bloße Verbstamm bezeichnet eine abgeschlossene Handlung (oft Perfekt genannt), Tempus und Aspekt werden durch präverbale Partikeln wie ń (Imperfekt/Präsens Progressiv) oder ti (Präteritum) gekennzeichnet. Negation wird durch die präverbale Partikel kò ausgedrückt. Serielle Verbkonstruktionen sind üblich, wie in vielen anderen westafrikanischen Sprachen.
Yoruba unterscheidet die Nominalklassen menschlich und nicht-menschlich, wahrscheinlich ein Überbleibsel des Klassensystems des Proto-Niger-Kongo. Die Unterscheidung ist nur greifbar in der Tatsache, dass die beiden Gruppen unterschiedliche Fragepartikeln verlangen: tani (wer) und kini (was). Die Assoziativkonstruktion, die Possessiv, Genitiv und verwandte Bedeutungen abdeckt, besteht aus benachbarten Nomen in der Reihenfolge Bestimmungswort-Grundwort, wie in inú àpótí – Inneres Kiste (das Innere der Kiste), fìlà Àkàndé (Akandes Mütze) oder àpótí aṣọ (Kleiderkiste). Es können auch mehr als zwei Nomen nebeneinandergestellt werden: rélùweè abẹ́ ilẹ̀ – Eisenbahn unter Boden (Untergrund-Eisenbahn), inú àpótí aṣọ (das Innere der Kleiderkiste). In den seltenen Fällen, wo dies zu zwei möglichen Lesarten führt, muss die Entscheidung allein mit Hilfe des Kontextes getroffen werden.
Es gibt zwei Präpositionen: ni (auf, an, in) und sí (auf, zu, nach), wobei ni den Ort bezeichnet und si die Richtung einer Bewegung. Bei der Angabe von Ort und Richtung helfen auch Nomen, mit denen räumliche Beziehungen ausgedrückt werden, wie orí (Spitze), apá (Seite), inú (Inneres), etí (Rand), abẹ́ (unter), ilẹ̀ (unten) etc. Viele dieser Nomen stammen von Bezeichnungen für Körperteile ab.

## Lexikologie
Im Norden des Yoruba-Gebietes wird auch Hausa gesprochen. Der langanhaltende Kontakt zwischen beiden Kulturen hat auch die beiden Sprachen beeinflusst. Der Einfluss der Hausa-Sprache auf Yoruba ist am deutlichsten sichtbar in den vielen Lehnwörtern. Zwei Arten von Lehnwörtern können unterschieden werden: Lehnwörter direkt aus dem Hausa und Lehnwörter, die aus dem Arabischen stammen, aber über die Hausa-Sprache entlehnt wurden. Beispiele für die erste Variante sind u. a. gèjíyà (Müdigkeit, von Hausa gàjíyàà), Ọbángíjì (Allmächtiger Gott, von Hausa Ùbángíjì, wörtlich Vater des Hauses). Beispiele für die zweite Variante sind z. B. àlùbáríkà (Segen), àlàáfíà (Wohlergehen) and àlùbọ́sà (Zwiebel).

## Allgemeine Sätze
| Deutsch                           | Yoruba                  |
| --------------------------------- | ----------------------- |
| Hallo.                            | Báwo ni.                |
| Ja.                               | Bẹ́ẹ̀ni                   |
| Ja, gern.                         | Bẹ́ẹ̀ni jọ̀ọ́.              |
| Nein.                             | Rárá.                   |
| Nein, danke.                      | Rárá, ẹ sé.             |
| Bitte.                            | Jọ̀ọ́                     |
| Danke.                            | Ẹ sé.                   |
| Vielen Dank.                      | Ẹ sé púpọ̀.              |
| Gern geschehen.                   | Ẹ káábọ̀.                |
| Ich hätte gern einen Kaffee.      | Mo fẹ́ mu kọfí, jọ̀ọ́      |
| Zwei Bier, bitte.                 | Ọti méji, jọ̀ọ́.          |
| Entschuldigen Sie bitte.          | Jọ̀ọ́.                    |
| Wie spät ist es?                  | Kí l'aago wí?           |
| Können Sie das bitte wiederholen? | Ẹ jọ̀wọ́, sé ẹ lè tun wí? |
| Sprechen Sie bitte langsamer.     | Jọ̀ọ́ rọra sọ̀rọ̀.          |
| Ich verstehe nicht.               | Kò yé mi.               |
| Entschuldigung.                   | Pẹ̀lẹ́.                   |
| Wo sind die Toiletten?            | Níbo ni ilé igbọ̀nsẹ̀ wà? |
| Wie viel kostet das?              | Èló lè yí?              |
| Herzlich willkommen?              | Ẹ káábọ̀!                |
| Guten Morgen.                     | Ẹk'áàárọ̀.               |
| Guten Abend.                      | Ẹ kú irọ̀lẹ́.             |
| Gute Nacht.                       | Ó dàárọ̀.                |
| Tschüss.                          | Ó d'àbọ̀.                |

(Quelle:)

## Weiterführende Literatur

### Einführung
- Adéwọlé, L. O. (2000): Beginning Yorùbá. Part I. Monograph Series no. 9, Cape Town: CASAS.
- Adéwọlé, L. O. (2001): Beginning Yorùbá. Part II. Monograph Series no. 10, Cape Town: CASAS.
- Rowlands, E. C. (1969): Teach Yourself Yoruba. London: The English Universities Press.
- Ward, Ida (1952): An introduction to the Yoruba language. Cambridge: W. Heffer & Sons.

### Geschichte
- Adetugbọ, Abiọdun (1973): The Yoruba Language in Yoruba History. In: Biobaku, S. O. (Hrsg.): Sources of Yoruba History. Oxford: Clarendon Press, S. 176–204.
- Hair, P. E. H. (1967): The Early Study of Nigerian Languages. Cambridge: Cambridge University Press.
- Law, R. C. C. (1973a): Contemporary Written Sources. In: Biobaku, S. O. (Hrsg.): Sources of Yoruba History. Oxford: Clarendon Press, S. 9–24.
- Law, R. C. C. (1973b): Traditional History. In: Biobaku, S. O. (Hrsg.): Sources of Yoruba History. Oxford: Clarendon Press, S. 25–40.

### Grammatik
- Bamgboṣe, Ayọ (1966): A Grammar of Yoruba. Cambridge: Cambridge University Press.
- Crowther, Samuel Ajayi (1852): Yoruba Grammar. London. [Erste Grammatik des Yoruba].

### Wörterbücher
- Abraham, Roy Clive (1958): Dictionary of Modern Yoruba. London: University of London Press.
- Delanọ, Oloye Isaac (1958): Atúmọ̀ ede Yoruba. London: Oxford University Press. [Kleine Grammatik mit Wörterbuch].
- Wakeman, Canon C. W. (Hrsg.) (1950): A Dictionary of the Yoruba language. Ibadan: University Press. [Zuerst 1937].